# Ung thư hậu môn
Ung thư hậu môn là một loại ung thư (khối u ác tính) phát sinh từ hậu môn, mở ra xa của đường tiêu hóa. Là một loại ung thư khác biệt với ung thư đại trực tràng phổ biến hơn
Ung thư hậu môn thường là ung thư biểu mô tế bào vảy hậu môn phát sinh gần ngã ba squamocolumnar, thường liên quan đến nhiễm virus papilloma ở người (HPV). Nó có thể được keratinizing (basaloid) hoặc không keratinizing (cloacogenic). Các loại ung thư hậu môn khác là ung thư biểu mô, u lympho, sarcoma hoặc u ác tính. Từ dữ liệu thu thập 2004-2010, tỷ lệ sống 5 năm tương đối ở Hoa Kỳ là 65,5%, mặc dù tỷ lệ cá nhân có thể khác nhau tùy thuộc vào giai đoạn ung thư lúc chẩn đoán và đáp ứng với điều trị.

## Các dấu hiệu và triệu chứng
Các triệu chứng của ung thư hậu môn có thể bao gồm đau hoặc áp lực ở hậu môn hoặc trực tràng, một sự thay đổi trong thói quen đi tiêu, một cục u gần hậu môn, chảy máu trực tràng, ngứa hoặc chảy. Chảy máu có thể nặng hơn.

## Dự phòng
Phần nhiều, không phải là hầu hết, ung thư hậu môn có nguồn gốc từ nhiễm HPV, và vì vắc-xin HPV trước khi tiếp xúc với HPV ngăn ngừa nhiễm trùng do một số chủng vi-rút và đã được chứng minh là giảm tỷ lệ tổn thương tiền ung thư các nhà khoa học phỏng đoán rằng SỔ tiêm chủng có thể giảm tỷ lệ, ung thư.
Vào ngày 22 tháng 12 năm 2010, Cơ quan Quản lý Thực Phẩm và Dược Phẩm Hoa Kỳ đã phê chuẩn thuốc chủng Gardasil để ngăn ngừa ung thư hậu môn và tổn thương tiền ung thư ở nam và nữ từ 9 đến 26 tuổi. Thuốc chủng này đã được sử dụng trước đây để giúp ngăn ngừa ung thư cổ tử cung, âm hộ và âm đạo, và các tổn thương liên quan do HPV loại 6, 11, 16 và 18 ở phụ nữ gây ra..